# ليام شابارد
ليام شابارد (بالإنجليزية: Liam Shephard)‏ (22 نوفمبر 1994 في المملكة المتحدة - ) هو لاعب كرة قدم بريطاني في مركز الدفاع. شارك مع منتخب ويلز تحت 21 سنة لكرة القدم. أما مع النوادي، فقد لعب مع سوانزي سيتي ويوفل تاون.

## وصلات خارجية
- ليام شابارد على موقع قاعدة بيانات كرة القدم.إي يو (الإنجليزية)
- ليام شابارد على موقع Soccerbase.com (لاعب) (الإنجليزية)
- ليام شابارد على موقع Soccerway.com (الإنجليزية)
- ليام شابارد على موقع AS.com (الإسبانية)